# Hoodoo (magie)
Hoodoo is een vorm van magie. Deze stamt oorspronkelijk uit West-Afrika en heeft zich via de Trans-Atlantische slavenhandel van de 17e tot de 19e eeuw over het Caraïbisch gebied en de Verenigde Staten verspreid. Hier heeft het Indiaanse en Europese elementen overgenomen. Door de Yoruba die in West-Afrika leven wordt hoodoo jùjú genoemd.
Hoodoo wordt vaak verward met voodoo en beide termen worden vaak door elkaar gebruikt. Voodoo en hoodoo zijn wel aan elkaar verwant, aanbidden gedeeltelijk dezelfde goden en geesten en beide woorden hebben ook een gezamenlijke etymologie. Er is echter een duidelijk verschil: voodoo is een religie, terwijl hoodoo een vorm van magie is zonder een duidelijke religieuze achtergrond.

## Rituelen
De hoofdgedachte is dat men door middel van hoodoo-rituelen het lot kan veranderen, beslissingen van andere mensen kan beïnvloeden of ziekten kan genezen. Daarnaast wordt hoodoo gebruikt om in de toekomst te kijken. Dit alles gebeurt door de hulp van goden en voorouders aan te roepen. Hoodoo kan ook onderdeel zijn van een medische behandeling. Daarbij wordt het toedienen van medicijnen en het verzorgen van verwondingen gecombineerd met oude rituelen.
Tijdens de rituelen worden kruiden, delen van planten, oliën en mineralen gebruikt. Ook lichaamssappen, zoals bloed kunnen in een ritueel worden toegepast. Datzelfde geldt voor botten, ledematen en ingewanden van overleden dieren. Het gebruik van amuletten speelt ook een grote rol. Een veel gebruikt soort amulet is de mojo. Dit is een hanger gemaakt van veren of vacht en deze wordt onder de kleding gedragen.

## Misbruik van hoodoo
Een duistere toepassing van hoodoo is het vervloeken van personen. Dit wordt in het Westen gewoonlijk als onzin afgedaan, maar in 1942 publiceerde de Amerikaanse psycholoog Walter Cannon zijn artikel '"Voodoo" death', waarin hij een aantal observaties beschreef van mensen die slachtoffer werden van een rituele vervloeking. Deze observaties deed hij overigens bij de Maori. Cannon beschreef dat mensen die vervloekt waren meestal binnen twee dagen overleden. De verklaring was volgens hem dat wanneer iemand daadwerkelijk gelooft vervloekt te zijn dit zoveel stress en depressie oplevert dat het lichaam het snel laat afweten. Daarnaast stopten de vervloekten vaak met eten en drinken. Dit laatste wordt je in een warm klimaat al snel fataal, waardoor het een zelfbevestigende voorspelling wordt.
Hoodoo speelt ook een rol in de Afrikaanse vrouwenhandel. Hierbij worden vrouwen eerst aan een ritueel onderworpen, waarna ze geloven dat ze nu het bezit van hun pooiers zijn. Weglopen is dan geen optie meer.